# Atylotus juditeae
Atylotus juditeae är en tvåvingeart som beskrevs av Travassos Santos Dias 1991. Atylotus juditeae ingår i släktet Atylotus och familjen bromsar.
Artens utbredningsområde är Seychellerna. Inga underarter finns listade i Catalogue of Life.